# Chicago Public Schools
Pour les articles homonymes, voir CPS.

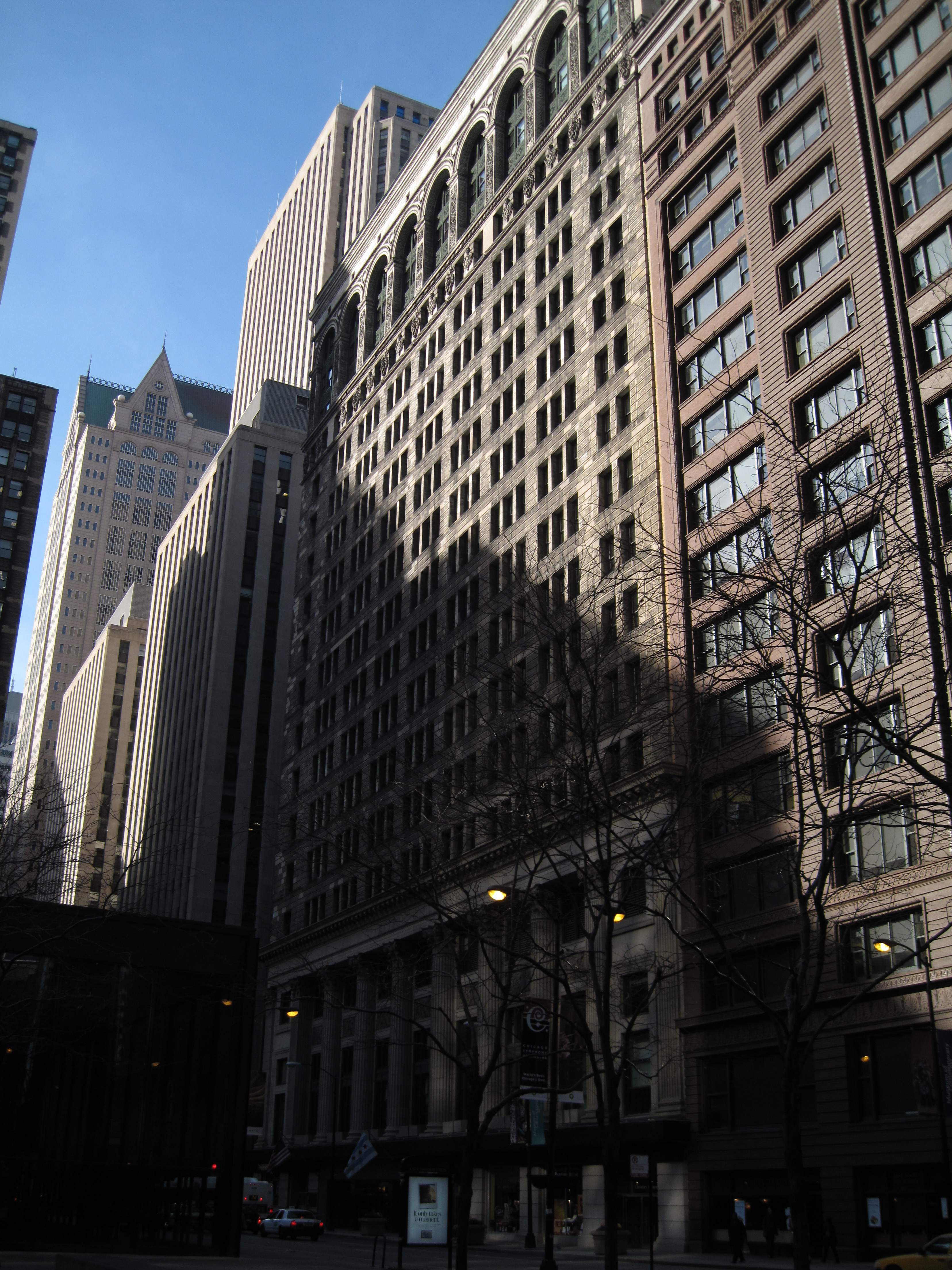
L'ancien siège du Chicago Public Schools

Le Chicago Public Schools, connu sous l'acronyme CPS, est un district scolaire qui régit plus de 600 établissements d'enseignement secondaire et primaire du secteur public de la ville de Chicago, dans l'État de l'Illinois aux États-Unis. Le Chicago Public Schools est actuellement le troisième plus grand district scolaire aux États-Unis, avec plus de 400 000 élèves inscrits dans les limites du district. Il est actuellement sous la direction de Jean-Claude Brizard. La position du Président du CPS a été créée par Richard M. Daley, maire de Chicago de 1989 à 2011, après qu'il eut avec succès convaincu le pouvoir législatif de l'État de l'Illinois de placer le CPS sous la compétence du maire.

## Organisation du CPS

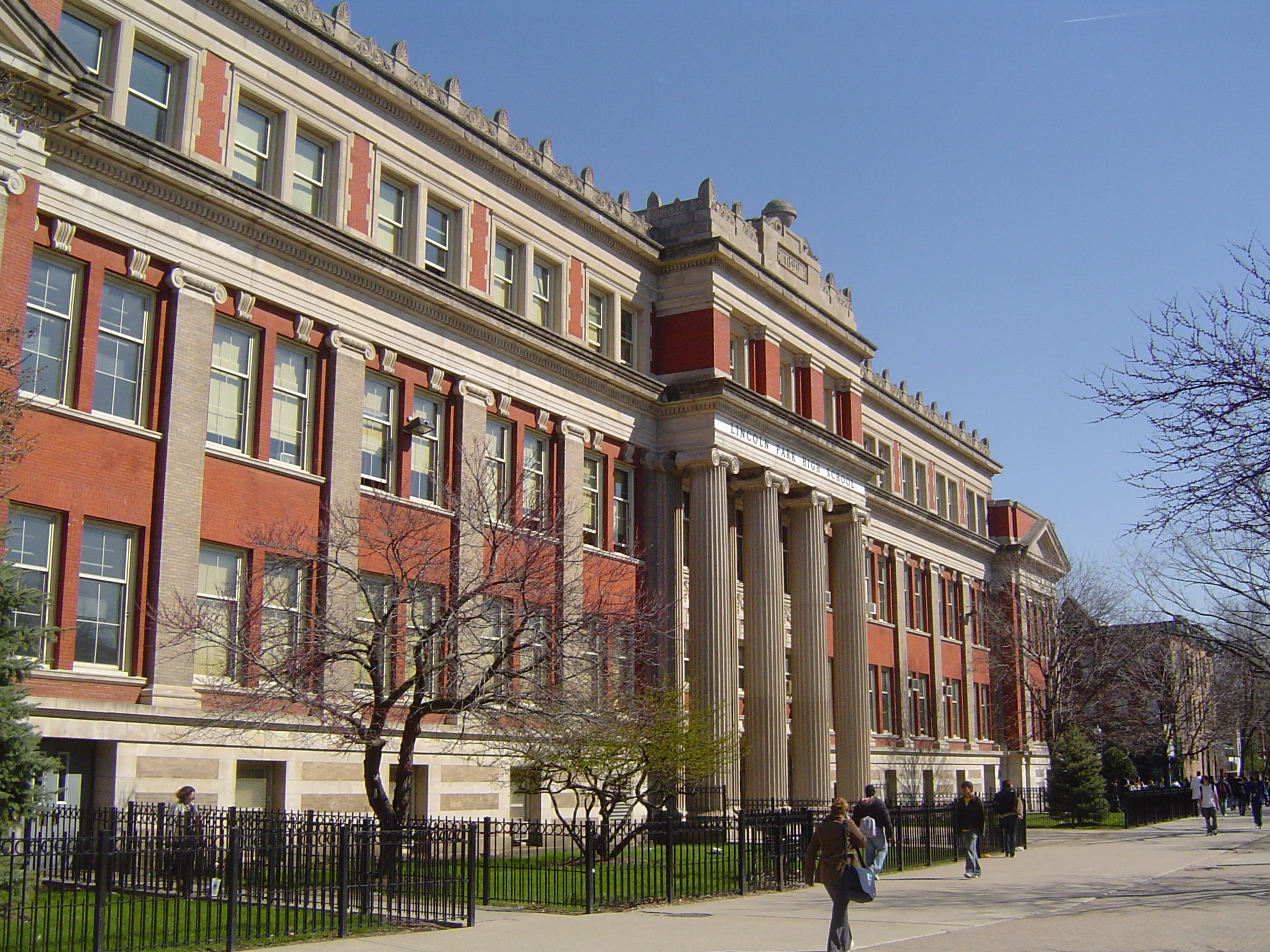

Le CPS est un vaste système d'écoles secondaires et primaires confinées à l'intérieur des limites de la ville de Chicago. Ce système est le deuxième plus grand employeur à Chicago. Quelques écoles ont été récemment construites, certaines semblent gothiques dans l'architecture, et d'autres se détériorent d'année en année par le manque d'intérêts porté par l'organisme.
La plupart des écoles du district, étant classées dans différentes catégories K-8, élémentaire, moyenne, ou secondaire, ont des frontières d'assistance, limitant l'inscription d'étudiant en dehors de n'importe quelles zones résidentielles données. 
Les frontières d'assistance varient dans la forme et la taille, selon le nombre d'écoles situées dans les quartiers.
Par exemple, le quartier de Beverly a au moins quatre écoles publiques K-8 : Barnard, Clissold, Vanderpoel, Kellogg, et Sutherland. Chaque école limite l'inscription basée sur leurs différentes frontières d'assistance. Une école peut choisir de s'inscrire des étudiants en dehors de leurs frontières d'assistance s'il y a l'espace, et ou si elle a un programme de faisceau d'aimant. Les pleines écoles d'aimant, telles que l'académie scolastique de Gunsaulus, sont ouvertes d'inscription d'étudiant partout dans la ville, à condition que les demandeurs atteignent un niveau des niveaux scolaires élevés : proche vivant une école d'aimant ne garantit pas l'admission.
Le Chicago Public Schools soutient également des écoles, telles que l'école de Walt Disney, un sort de 11 acres que les foyers sur des arts du spectacle et soutient le programme pour les étudiants doués à fort potentiel.

## Licenciements de professeurs en 2005
Les administrateurs des écoles ont renvoyé approximativement 1 116 professeurs entre mars et avril 2005. Un changement d'accord en 2003-2007 entre le Conseil Scolaire et le Syndicat des Enseignants de Chicago a tenu compte d'une clause donnant aux directeurs des établissements le pouvoir d'écarter les professeurs sans jugement en bonne et due forme. Les directeurs peuvent ouvrir une session sur un site Web, choisir une raison à partir de six articles énumérés sur un menu drop-down, et cliquer sur un bouton de soumission.
Au moins 50 % des professeurs écartés ont éprouvé de la difficulté dans la gestion de leurs salles de classe. D'autres raisons de renvoi incluent les qualifications et le rapport de communication avec les professeurs et les parents. Le fait que les principaux peuvent simplement choisir « autre » du menu drop-down est une cause pour la polémique. Cette pratique est incertaine parce qu'elle cache les raisons du renvoi qui ne sont pas permises dans le cadre du contrat, tels que des compressions budgétaires. Autre signifierait des raisons telles que l'insubordination.

## Présidents notables de la Chicago Public Schools
- Elisha Andrews (en),
- William J. Bogan (en),
- Charles Ernest Chadsey (en),
- Edwin G. Cooley (en),
- Albert G. Lane (en),
- Ella Flagg Young,